# Werktoets
De werktoets is in het Nederlands auteursrecht de maatstaf die wordt gehanteerd om te beoordelen of een voorwerp, wetenschappelijke publicatie of kunstuiting e.d. een “werk” kan heten in de zin van de Auteurswet en daarmee dan ook auteursrechtelijke bescherming krijgt. Dat wil zeggen dat voor de openbaarmaking en verspreiding van het werk toestemming van de rechthebbende nodig is.
Wanneer er geen toestemming is verkregen dan kan de rechter een verbodsactie instellen en eventueel schadevergoeding vorderen.

## Inhoud en doel
De werktoets is de eerste vraag in een auteursrechtelijk geschil. Wanneer het betreffend voorwerp de werktoets niet doorstaat dan is er ook geen auteursrechtelijk geschil, want het auteursrecht is niet van toepassing.
De toets voor een werk om auteursrechtelijke bescherming te krijgen is sinds een uitspraak van het Hof van Justitie van de Europese Unie dat een werk als volgt wordt gedefinieerd: "materiaal dat oorspronkelijk is in die zin dat het gaat om een eigen intellectuele schepping van de auteur ervan" moet zijn. Dit is een aanpassing op de in Nederland gebruikte toets dat "het werk een eigen, oorspronkelijk karakter heeft en ook het persoonlijk stempel van de maker draagt". Waarbij:
- 'eigen oorspronkelijk karakter' houdt in dat het werk niet ontleend mag zijn aan een ander werk.
- 'persoonlijk stempel van de maker draagt' betekent dat er sprake moet zijn van een werk dat het resultaat is van scheppende menselijke arbeid en dus van creatieve keuzes, en daardoor een schepping is van de menselijke geest.

Alles wat dusdanig banaal of triviaal is vallen al buiten deze criteria. Er zit daar immers geen creatieve arbeid aan te pas gekomen. Ook mogen de keuzes van de maker niet alleen een technisch effect dienen of te veel het resultaat zijn van een door technische uitgangspunten beperkte keuze. Ook dan is het geen werk in de zin van het auteursrecht.
Daarnaast geldt dat ook een verzameling of bepaalde selectie van op zichzelf niet beschermde elementen, bijgeval een (oorspronkelijk) werk kan heten in de zin van de Auteurswet, mits die selectie althans het persoonlijk stempel van de maker draagt.
Of er aan voornoemde maatstaf is voldaan, dient beoordeeld te worden aan de hand van de concrete situatie op het moment waarop het werk door de maker tot stand werd gebracht.

## Categorieën van werken
De relevante Nederlandse wetgeving is te vinden in §.3 De werken, waarop auteursrecht bestaat en met name in art. 10 Auteurswet lid 1.
Daarin geeft de wetgever de volgende opsomming van wat zoal als "werk" in de zin van deze wet kan heten. Deze volgt ten dele nog de spelling die gebruikt werd in 1912, toen de auteurswet zijn huidige vorm kreeg. Het 12e punt, computerprogramma's, werd later toegevoegd.
1°. boeken, brochures, nieuwsbladen, tijdschriften en andere geschriften;
2°. toneelwerken en dramatisch-muzikale werken
3°. mondelinge voordrachten
4°. choreografische werken en pantomimes
5°. muziekwerken met of zonder woorden
6°. teken-, schilder-, bouw- en beeldhouwwerken, lithografieën, graveer- en andere plaatwerken
7°. aardrijkskundige kaarten
8°. ontwerpen, schetsen en plastische werken, betrekkelijk tot de bouwkunde, de aardrijkskunde, de plaatsbeschrijving of andere wetenschappen
9°. fotografische werken
10. filmwerken
11°. werken van toegepaste kunst en tekeningen en modellen van nijverheid
12°. computerprogramma’s en het voorbereidend materiaal
en in het algemeen ieder voortbrengsel op het gebied van letterkunde, wetenschap of kunst, op welke wijze of in welke vorm het ook tot uitdrukking zijn gebracht.

## Relevante jurisprudentie

### Europa
Het Hof van Justitie van de Europese Unie heeft de maatstaf aldus geformuleerd: het moet gaan om "materiaal dat oorspronkelijk is in die zin dat het gaat om een eigen intellectuele schepping van de auteur ervan" (HvJEU 16 juli 2009).

### Nederland
De werktoets is in de jurisprudentie in Nederland met name ontwikkeld in de arresten van de Nederlandse Hoge Raad Van Dale/Romme (HR 04 januari 1991), Endstra-tapes (HR 30 mei 2008) en Kefoca/Lancôme (HR 16 juni 2005). In dit laatste arrest is uitgemaakt dat datgene wat louter noodzakelijk is voor het verkrijgen van een bepaald technisch effect uitgesloten is van auteursrechtelijke bescherming.

## Portretfoto's
Ook bij een portretfoto wordt in auteursrechtelijke jurisprudentie veelal uitgegaan van een origineel werk. Bij het maken daarvan zullen vaak voldoende eigen keuzen zijn gemaakt die een persoonlijke visie van de fotograaf als maker tot uitdrukking brengen; onder meer ten aanzien van belichting, gelaatsuitdrukking, sfeer en kleur.